# Liste der Biografien/Tul
Liste der Biografien |
Portal Biografien |
Personensuche
# |
A |
B |
C |
D |
E |
F |
G |
H |
I |
J |
K |
L |
M |
N |
O |
P |
Q |
R |
S |
T |
U |
V |
W |
X |
Y |
Z |
?
 
Ta |
Tc |
Te |
Tf |
Tg |
Th |
Ti |
Tj |
Tk |
Tl |
Tm |
To |
Tq |
Tr |
Ts |
Tu |
Tv |
Tw |
Tx |
Ty |
Tz
 
Tua |
Tub |
Tuc |
Tud |
Tue |
Tuf |
Tug |
Tuh |
Tui |
Tuj |
Tuk |
Tul |
Tum |
Tun |
Tuo |
Tup |
Tuq |
Tur |
Tus |
Tut |
Tuu |
Tuv |
Tuw |
Tux |
Tuy |
Tuz
Die Liste der Biografien führt alle Personen auf, die in der deutschsprachigen Wikipedia einen Artikel haben. Dieses ist eine Teilliste mit 138 Einträgen von Personen, deren Namen mit den Buchstaben „Tul“ beginnt.

## Tul
- Tul, Magdalena (* 1980), polnische Sängerin

### Tula
- Tula Deelert (* 1999), thailändischer Fußballspieler
- Tulabugha († 1291), Khan der Goldenen Horde
- Tulafono, Togiola Talalelei A. (* 1947), US-amerikanischer Politiker, Gouverneur von Amerikanisch-Samoa
- Tulard, André (1898–1967), französischer Beamter und Kollaborateur
- Tulard, Jean (* 1933), französischer Historiker
- Tułasiewicz, Natalia (1906–1945), polnische Lehrerin, Laienapostelin, Dichterin und Mitarbeiterin der polnischen Exilregierung
- Tulasne, Edmond (1815–1885), französischer Botaniker und Mykologe
- Tulasne, Patricia (* 1959), kanadische Filmschauspielerin
- Tulasne, Thierry (* 1963), französischer Tennisspieler und -trainer
- Tulatz, Herbert A. (1914–1968), deutscher Gewerkschafter und Politiker (SPD)
- Tulay, Bülent (* 1961), türkischer Verleger, Unternehmer und Publizist
- Tulayha, arabischer Clanchef und Militärbefehlshaber

### Tulb
- Tulbagh, Ryk (1699–1771), Gouverneur der Kapkolonie
- Tulbea, Ghenadie (* 1979), moldauischer bzw. monegassischer Ringer
- Tulbeck, Johann IV. († 1476), Fürstbischof von Freising

### Tule
- Tulefat, Yaser (* 1974), bahrainischer Fußballschiedsrichterassistent
- Tulejew, Aman-Geldy Moldagasyjewitsch (1944–2023), russischer und sowjetischer Staatsmann und Politiker
- Tülejew, Nariman (* 1963), kirgisischer Politiker
- Tulenheimo, Antti (1879–1952), finnischer Rechtswissenschaftler, Politiker, Mitglied des Reichstags und Ministerpräsident
- Tulepow, Timur (* 1999), kasachischer E-Sportler
- Tulett, Ben (* 2001), britischer Radrennfahrer
- Tulev, Toivo (* 1958), estnischer Komponist

### Tulf
- Tülff von Tschepe und Weidenbach, Erich (1854–1934), preußischer General der Infanterie

### Tulg
- Tulga, König der Westgoten

### Tuli
- Tuli, Géza (1888–1966), ungarischer Turner
- Tuliamuk, Aliphine (* 1989), US-amerikanische Langstreckenläuferin
- Tuliayeva, Shemshat (* 1984), belarussische Gewichtheberin
- Tulichius, Hermann (1486–1540), deutscher Theologe (evangelisch), Pädagoge und Reformator
- Tulifau, Doris, samoanische Aktivistin
- Tulik, Angélo (* 1990), französischer Bahn- und Straßenradrennfahrer
- Tulikoura, Toimi (1905–1983), finnischer Weit- und Dreispringer
- Tulile (* 1976), dominikanischer Merenguemusiker
- Tulindberg, Erik (1761–1814), finnischer Komponist
- Túlio Lustosa Seixas Pinheiro (* 1976), brasilianischer Fußballspieler
- Túlio Maravilha (* 1969), brasilianischer Fußballspieler
- Tulis, Miroslav (* 1951), tschechischer Sprinter
- Tulis-Oswald, Maria (* 1978), deutsche Psychologin
- Tulisa (* 1988), britische Sängerin und Schauspielerin

### Tulj
- Tuljakowa, Wera Wladimirowna (1932–2001), sowjetische bzw. russische Kunstwissenschaftlerin, Journalistin und Hochschullehrerin

### Tulk
- Tulka, Josef (* 1846), tschechischer Maler
- Tulkki, Jukka, finnischer Physiker und Professor
- Tulku Urgyen (1920–1996), tibetischer Mönch und buddhistischer Lehrer

### Tull
- Tull, Fisher (1934–1994), US-amerikanischer Komponist, Musikpädagoge und Trompeter
- Tull, Jethro († 1741), englischer AgronomJethro Tull († 1741)

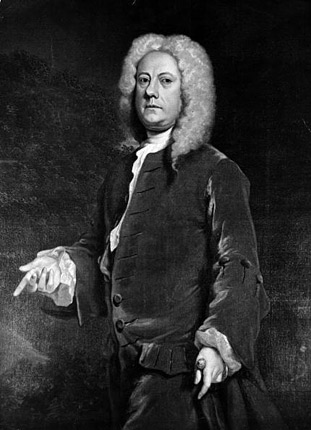
Jethro Tull († 1741)

- Tull, Ödön (1870–1911), ungarischer Maler
- Tull, Stephan (1922–2009), österreichischer Politiker (SPÖ), Landtagsabgeordneter, Abgeordneter zum Nationalrat
- Tull, Thomas (* 1970), US-amerikanischer Unternehmer und Filmproduzent
- Tull, Walter (1888–1918), englischer Fußballspieler
- Tulla, Johann Gottfried (1770–1828), badischer IngenieurJohann Gottfried Tulla (1770–1828)

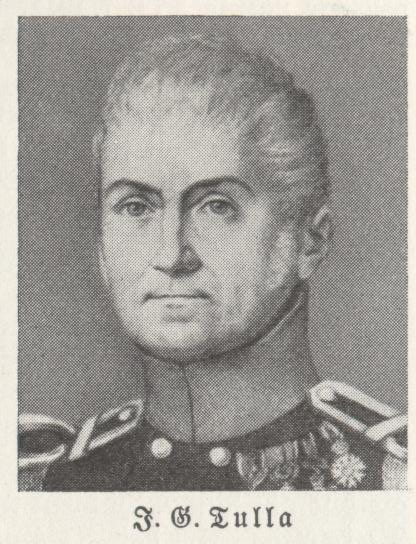
Johann Gottfried Tulla (1770–1828)

- Tullberg, Mike (* 1985), dänischer Fußballspieler und -trainer
- Tullberg, Tycho (1842–1920), schwedischer Zoologe
- Tulleken, Jan (1883–1962), niederländischer Radrennfahrer
- Tulleners, Jordy (* 1992), belgischer Schauspieler, Webvideoproduzent und Model
- Tuller, Annita (1910–1994), US-amerikanische Mathematikerin und Hochschullehrerin
- Tüller, Günter (* 1938), deutscher Radrennfahrer
- Tüller, Horst (1931–2001), deutscher Radrennfahrer
- Tuller, Ludwig (1867–1942), österreichischer Politiker (SPÖ), Abgeordneter zum Nationalrat, Mitglied des Bundesrates
- Tullett, Hayley (* 1973), britische Mittelstreckenläuferin
- Tulley, Mitchell (* 1996), australischer Volleyballspieler
- Tulli, Magdalena (* 1955), polnische Schriftstellerin und literarische Übersetzerin
- Tulli, Marco (1920–1982), italienischer Schauspieler
- Tulli, Mauro (* 1958), italienischer Klassischer Philologe
- Tulli, Vincent (* 1966), französischer Toningenieur (am Mischpult) und Tontechniker
- Tullia († 45 v. Chr.), Tochter Marcus Tullius Ciceros
- Tullia die Ältere, ältere Tochter des römischen Königs Servius Tullius
- Tullia die Jüngere, Tochter des römischen Königs Servius Tullius
- Tullian, Jakob von († 1729), deutscher Adeliger, Amtmann im Hochstift Worms
- Tullian, Lips († 1715), Räuberhauptmann
- Tullin, Christian Braunmann (1728–1765), norwegischer Dichter
- Tülling, Karin (* 1955), deutsche Schwimmerin
- Tullinger, Moritz (1867–1901), österreichischer Opernsänger (Bariton)
- Tullio, Francesco Antonio (1660–1737), italienischer Librettist
- Tullis, Dan Jr. (* 1951), US-amerikanischer Schauspieler
- Tullis, Garner (1939–2019), US-amerikanischer Künstler
- Tullis, Julie (1939–1986), britische Bergsteigerin und Filmemacherin
- Tullius Capito Pomponianus Plotius Firmus, Gaius, römischer Politiker und Konsul 84
- Tullius Cicero, Marcus der Jüngere, römischer Suffektkonsul 30 v. Chr.
- Tullius Cicero, Quintus († 43 v. Chr.), römischer Politiker
- Tullius Decula, Marcus, römischer Politiker, Konsul 81 v. Chr.
- Tullius Iustus, römischer Statthalter
- Tullius Liberalis, Marcus, römischer Offizier (Kaiserzeit)
- Tullius Longus, Manius, römischer Konsul (um 500 v. Chr.)
- Tullius Marsus, Publius, römischer Konsul 206
- Tullius Secundus, römischer Offizier (Kaiserzeit)
- Tullius Secundus, Marcus, antiker römischer Ringmacher
- Tullius Varro, Publius, römischer Politiker und Senator
- Tullius, Bob (* 1930), US-amerikanischer Automobilrennfahrer und Rennstallbesitzer
- Tullius, Marcus, römischer Politiker
- Tullius, Servius, König von RomServius Tullius

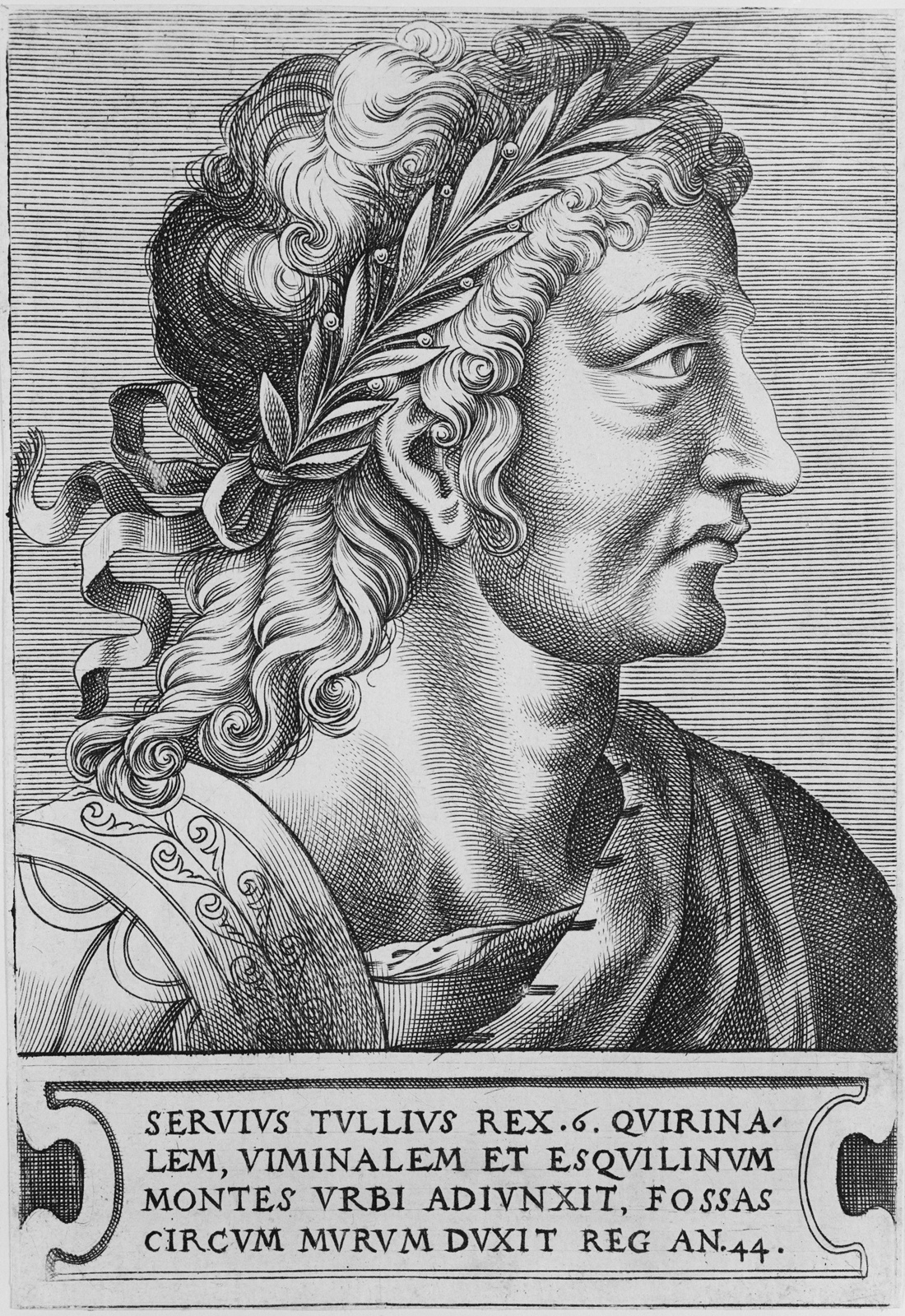
Servius Tullius

- Tullius, Wolfgang (1951–2002), deutscher Fußballspieler
- Tulliver, Barbara, US-amerikanische Filmeditorin
- Tüllmann, Abisag (1935–1996), deutsche Fotografin
- Tüllmann, Teresa (* 1990), deutsche Fußballspielerin
- Tüllmann, Tini (* 1977), deutsche Regisseurin
- Tullner, Marco (* 1968), deutscher Politiker (CDU), MdL
- Tullner, Mathias (* 1944), deutscher Landeshistoriker
- Tulloch, Courtney (* 1995), britischer Kunstturner
- Tulloch, Elizabeth (* 1981), US-amerikanische SchauspielerinElizabeth Tulloch (* 1981)

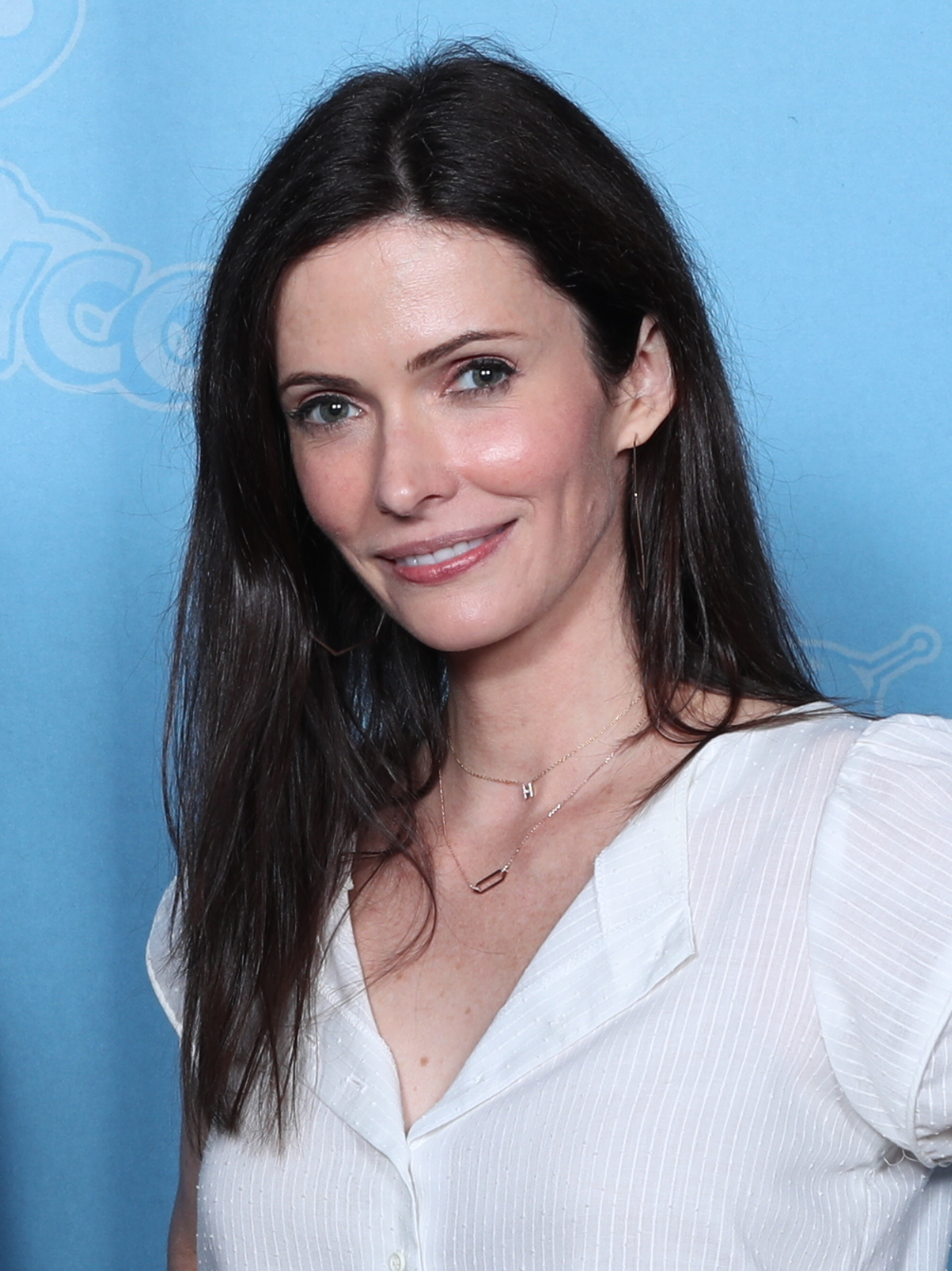
Elizabeth Tulloch (* 1981)

- Tullock, Gordon (1922–2014), US-amerikanischer Wirtschaftswissenschaftler und einer der Väter der Public Choice Theory
- Tulloh, Bruce (1935–2018), britischer Mittel- und Langstreckenläufer
- Tullos, Andrea, US-amerikanischer Offizier, Generalleutnant der US Air Force
- Tullus Hostilius († 640 v. Chr.), sagenhafte dritte König von Rom
- Tully, Alice (1902–1993), US-amerikanische Mäzenin und Opernsängerin (Sopran)
- Tully, Charlie (1924–1971), nordirischer Fußballspieler
- Tully, Claus (* 1949), deutscher Soziologe und Jugendforscher
- Tully, Frederick (1931–2005), amerikanischer Schauspieler
- Tully, James (1915–1992), irischer Politiker
- Tully, James (* 1946), kanadischer Politikwissenschaftler
- Tully, John (1904–1977), irischer Politiker
- Tully, John C. (* 1942), US-amerikanischer Chemiker
- Tully, Marc (* 1966), deutscher Jurist
- Tully, Mike (* 1956), US-amerikanischer Stabhochspringer
- Tully, Montgomery (1904–1988), irischer Filmregisseur und Drehbuchautor
- Tully, Pauline, irische Politikerin (Sinn Féin)
- Tully, Pleasant B. (1829–1897), US-amerikanischer Politiker
- Tully, R. Brent (* 1943), US-amerikanischer Kosmologe
- Tully, Tom (1908–1982), US-amerikanischer Film- und TheaterschauspielerTom Tully (1908–1982)

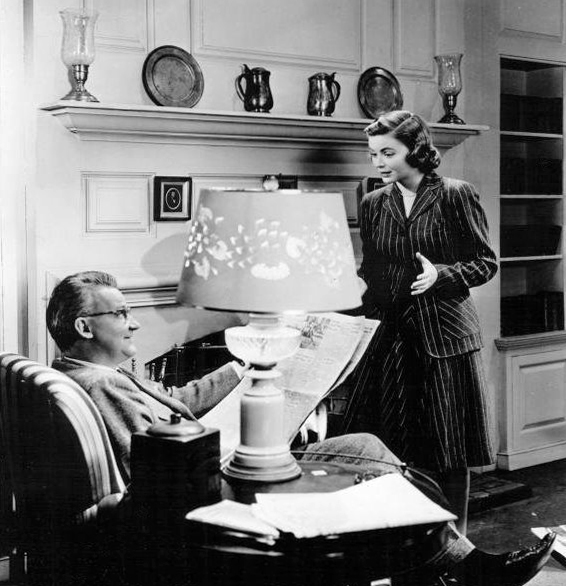
Tom Tully (1908–1982)

### Tulo
- Tulodziecki, Gerhard (* 1941), deutscher Pädagoge (Allgemeine Didaktik und Medienpädagogik)
- Tulou, Jean-Louis (1786–1865), französischer Flötist und Komponist
- Tuloui, Roya (* 1966), iranisch-kurdische Menschen- und Frauenrechtlerin
- Tulovic, Lukas (* 2000), deutscher Motorradrennfahrer

### Tulp
- Tulp, Nicolaes (1593–1674), niederländischer ChirurgNicolaes Tulp (1593–1674)

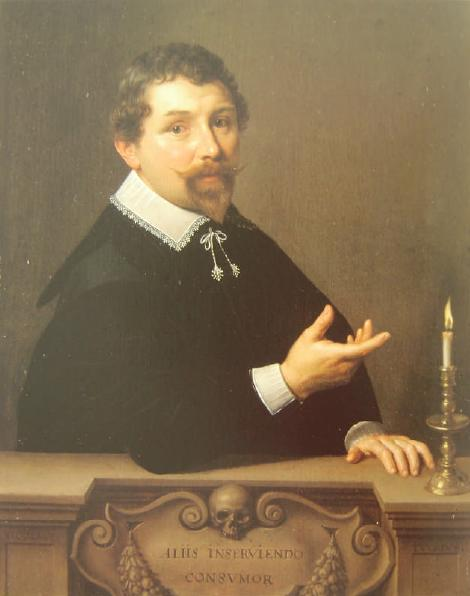
Nicolaes Tulp (1593–1674)

- Tulp, Sybren (1891–1942), niederländischer Soldat und Polizeipräsident
- Tulpe, Tomas (* 1977), deutscher Musiker

### Tuls
- Tulsi, Tathagat Avatar (* 1987), indisches Wunderkind und Physiker
- Tulsidas (1532–1623), indischer Dichter und Philosoph
- Tülsner, Adam, deutscher Dichter und neulateinischer Epigrammatiker

### Tulu
- Tulu, Derartu (* 1972), äthiopische Langstreckenläuferin
- Tulum, Eda Nur (* 2006), türkische Leichtathletin
- Tülümen, Mehmet Uğur (* 1985), türkischer Fußballspieler
- Tulun, Ahmad ibn (835–884), ägyptischer Herrscher
- Tulupow, Kirill Sergejewitsch (* 1988), russischer Eishockeyspieler
- Tulus, Noora (* 1995), finnische Eishockeyspielerin

### Tulv
- Tulve, Helena (* 1972), estnische Komponistin
- Tulving, Endel (1927–2023), kanadischer Psychologe
- Tulviste, Peeter (1945–2017), estnischer Psychologe und Politiker

### Tulz
- Tulzer, Volker (1940–2005), österreichischer Mittel- und Langstreckenläufer